# Igreja da Misericórdia (Ferreira do Alentejo)
A Igreja da Misericórdia é um edifício religioso na vila de Ferreira do Alentejo, em Portugal. Alberga o Núcleo de Arte Sacra do Museu Municipal de Ferreira do Alentejo.

## História
Nos finais do século XVI, a D. Leonor impulsionou a criação de várias misericórdias em Portugal, incluindo a de Ferreira do Alentejo, cujo compromisso e privilégios foram confirmados em 15 de Novembro de 1516, pelo rei D. Manuel.
A misericórdia de Ferreira fundiu-se com a Confraria do Espírito Santo, que tinha funções semelhantes, tendo utilizado o hospital e a igreja da confraria até ao século XVIII. Na segunda metade do século XVI, iniciaram-se as obras para a sede da Misericórdia e da sua igreja própria, que foi terminada em 1595. No século XVII, a procissão do Domingo de Ramos, que até então se iniciava na Igreja do Espírito Santo, foi mudada para a Igreja da Misericórdia. Em 1 de Julho de 1869, o comendador da ordem de Nosso Senhor Jesus Cristo e Governador Civil do Distrito de Beja autorizou um compromisso da misericórdia de Ferreira, que especificava que aquela instituição seria administrada por sete irmãos, sendo um deles um provedor, com escrivão e tesoureiro. A Misericórdia contava também com quatro empregados, que tinham as funções de capelão, facultativo, escriturário e um andador que também seria enfermeiro. Nos finais do século XIX, foram encerradas as dependências da mesa e do hospital da Misericórdia, no Largo Comendador José de Vilhena.
Após a demolição da Igreja do Espírito Santo, na década de 1910, a confraria transportou o pórtico manuelino e acervo do antigo edifício para a igreja da Misericórdia.
Aquando da Revolução de 25 de Abril de 1974, o hospital de Ferreira do Alentejo situava-se num edifício anexo à igreja da Misericórdia, que tinha uma sala de tratamentos no piso térreo, e duas enfermarias no primeiro andar. Posteriormente, este imóvel foi ocupado por um lar de terceira idade. Em 2013, a Câmara Municipal de Ferreira do Alentejo anunciou que ainda durante esse ano iria lançar um conjunto de obras no concelho, incluindo a instalação do Museu de Arte Sacra na Igreja da Misericórdia, que iria custar cerca de 700 mil Euros, e que iria ser apoiada em 85% por fundos da União Europeia. Esta intervenção também incluiu a realização de trabalhos de recuperação na igreja, tendo sido restaurados alguns elementos antigos, como as cores primitivas, que permitem identificar as várias fases de obras pelas quais passou o edifício, entre os séculos XVI e XX.
O núcleo de Arte Sacra foi inaugurado em 1 de Dezembro de 2014.